# Killer Be Killed
Killer Be Killed ist eine US-amerikanische Hardcore-Punk- und Thrash-Metal-Supergroup, die im Jahr 2011 unter dem Namen Killer or Be Killed gegründet wurde.

## Geschichte
Die Band wurde im Jahr 2011 von Max Cavalera zusammen mit dem Sänger und Gitarristen Greg Puciato, sonst bei The Dillinger Escape Plan tätig, gegründet. Beide kannten sich von einem Benefizkonzert für den 2013 verstorbenen Deftones-Bassisten Chi Cheng. Beide kamen ins Gespräch über die Aufnahme eines Albums. Zudem war Puciato als Gastmusiker auf Soulflys Album Omen zu hören. Nach dreitägigen Proben nahmen sie ein erstes Demo auf, ehe der Bassist und Sänger Troy Sanders und der Schlagzeuger Dave Elitch (Ex-The Mars Volta) hinzukamen. Aus dem anfänglichen Namen Kill or Be Killed wurde daraufhin Killer Be Killed. Zudem war auch Nate Newton von Converge in das Projekt involviert. Jedoch konnte er nicht weiter teilnehmen, da er bereits an zu vielen anderen Projekten beteiligt war. Daraufhin nahm die Gruppe mit dem Produzenten Josh Wilbur ihr selbstbetiteltes Debütalbum in den Fortress Studios in Los Angeles auf. Anschließend wurde Nuclear Blast auf die Band aufmerksam und veröffentlichte das Album im Jahr 2014.
Für Live-Auftritte Anfang 2015 ersetzte Converge-Schlagzeuger Ben Koller den sich zeitgleich mit der Band Antemasque auf Tour befindlichen Elitch. Ihren ersten Auftritt hielt die Gruppe auf dem Soundwave Festival im Februar ab, auf dem Elitch auch mit Antemasque auftrat. Terminlich war es für ihn nicht möglich, mit beiden Bands auf dem Festival aufzutreten. Im März erschien ein Musikvideo zum Lied Curb Crusher.

## Stil
Laut laut.de gab Puciato an, dass man versucht habe, eine Mischung aus Black-Sabbath-lastigem Doom Metal, Thrash Metal, Hardcore Punk und Punk zu spielen. Im Interview zwischen Max Cavalera und Chris Karadimitris von noisefull.com, beschrieb Cavalera, dass die Idee, drei Sänger in der Band zu haben, durch die Punkband The Transplants, die ebenfalls drei Sänger hatte, zustande kam. Cavalera habe 90 % des Materials geschrieben, habe die Riffs geschrieben und die Rhythmusgitarre komplett eingespielt. Dabei habe er mehr Gitarrenarbeit als bei Sepultura oder Soulfly geleistet. Die Lieder Save the Robots und Forbidden Fire seien von Sanders geschrieben worden. Für Uli Brechtold von laut.de war vor allem die Mischung der drei unterschiedlichen Gesänge charakteristisch. Es seien hauptsächlich Einflüsse aus Thrash Metal und Hardcore Punk, aber auch Doom Metal hörbar. Die Texte würden den Kampf gegen innere Dämonen sowie Gewalt und Terrorismus behandeln.

## Diskografie

### Album
| Jahr | Titel Musiklabel               | Höchstplatzierung, Gesamtwochen, AuszeichnungChartplatzierungen (Jahr, Titel, Musiklabel, Platzierungen, Wochen, Auszeichnungen, Anmerkungen) | Höchstplatzierung, Gesamtwochen, AuszeichnungChartplatzierungen (Jahr, Titel, Musiklabel, Platzierungen, Wochen, Auszeichnungen, Anmerkungen) | Höchstplatzierung, Gesamtwochen, AuszeichnungChartplatzierungen (Jahr, Titel, Musiklabel, Platzierungen, Wochen, Auszeichnungen, Anmerkungen) | Höchstplatzierung, Gesamtwochen, AuszeichnungChartplatzierungen (Jahr, Titel, Musiklabel, Platzierungen, Wochen, Auszeichnungen, Anmerkungen) | Anmerkungen                             |
| Jahr | Titel Musiklabel               | DE | CH | UK | US | Anmerkungen                             |
| ---- | ------------------------------ | --- | --- | --- | --- | --------------------------------------- |
| 2014 | Killer Be Killed Nuclear Blast | DE90 (1 Wo.)DE | CH91 (1 Wo.)CH | UK71 (1 Wo.)UK | US58 (1 Wo.)US | Erstveröffentlichung: 9. Mai 2014       |
| 2020 | Reluctant Hero Nuclear Blast   | DE52 (1 Wo.)DE | CH69 (1 Wo.)CH | — | — | Erstveröffentlichung: 20. November 2020 |

### Single
- 2014: Wings of Feather and Wax (Single, Eigenveröffentlichung)
- 2020: Inner Calm from Outer Storms (Single, Nuclear Blast)